# Црква брвнара у Радијевићима
Црква брвнара у Радијевићима, месту у општини Нова Варош, подигнута је 1808. године и представља непокретно културно добро као споменик културе од великог значаја.

## Историја
Цркву брвнару посвећену покрову Пресвете Богородице у селу Радијевићи на Златару је подигао свештеник Василије Пурић, пореклом из Херцеговине. Током кратког примирја у време Првог српског устанка изграђена је на стрмом земљишту црква налик на кућу, вероватно зато да би се прикрила њена намена.

## Изглед
Над каменом зиданим подрумом уздиже се грађевина од талпи, четвртасте основе са кровом прекривеним шиндром. Олтарска апсида нема ширину наоса и попут подрума, зидана је ломљеним каменом. Врата на северној и јужној страни храма скромно су декорисана, док је прозорски отвор изведен од три вертикалне, профилисане летвице. Пребегавши са породицом у забачено златарско село, Василије Пурић је, изгледа из свог матичног манастира, донео пет икона даровитог сликара Андрије Раичевића као и сребрни, делимично позлаћен дискос са натписом. Дискос је 1673/1674. године зограф Андрија приложио „манастиру Архистратига на реци Тари“. Претпоставља се да су и иконе настале у исто време и за исту цркву. Све су једнаких димензија, сликане на црвеној позадини, са представама Христа, Богородице са малим Христом, арханђела Михаила, апостола Петра и Павла и Свети Ђорђа који убија аждају. У стилском погледу иконе из Радијевића припадају најлепшим остварењима 17. века.
Њихова конзервација изведена је 1960. године, истовремено са заштитним радовима на цркви.